# (42301) 2001 UR163
(42301) 2001 UR163 designazione provvisoria 2001 UR163, è un oggetto transnettuniano risonante e un possibile pianeta nano situato nella regione più esterna del sistema solare. È stato scoperto il 21 ottobre 2001 dagli astronomi del programma Deep Ecliptic Survey presso l'osservatorio di Kitt Peak vicino a Tucson, in Arizona, negli Stati Uniti. L'oggetto misura circa 600 chilometri di diametro e si trova in risonanza orbitale con Nettuno (4:9). Ha il colore più rosso di qualsiasi oggetto nel sistema solare. 

## Classificazione e orbita
(42301) 2001 UR163 è ritenuto un candidato pianeta nano sulla base di ipotesi e stime; Michael Brown fornisce uno stato "probabile" sul suo sito web, che è il terzo stato più elevato dopo "quasi certezza" e "altamente probabile" (vedere anche la sua tabella di classificazione). 
L'oggetto orbita attorno al Sole ad una distanza di 36,7−65,9 au una volta ogni 367 anni e 7 mesi (134267 giorni; semiasse maggiore di 51,3 au). La sua orbita ha un'eccentricità di 0,29 e un'inclinazione di 1° rispetto all'eclittica. È giunto al perielio intorno al 1937. Nel 2006, è passato oltre 50 au dal Sole ed è a 53 au dal 2018. 
La storia delle osservazioni del corpo inizia con un precovery del materiale pubblicato da Digitized Sky Survey e ripreso all'Osservatorio di Siding Spring nel luglio 1982. 

## Caratteristiche fisiche
L'analisi della curva di luce mostra solo piccole deviazioni, suggerendo che (42301) 2001 UR163 sia uno sferoide con piccole macchie di albedo. 

### Spettro e colore
(42301) 2001 UR163 ha l'indice di colore più rosso di qualsiasi oggetto nel sistema solare. Il 31 ottobre 2002, il telescopio Canada-France-Hawaii Telescope di 3,6 m osservò che l'oggetto stabiliva una lettura rossa record di B−R=2,28, che lo rende ancora più rosso di 5145 Pholus, 2001 KP77, 90377 Sedna e la cometa C/2001 T4.
L'arrossamento dello spettro è causato dall'irradiazione cosmica da radiazioni ultraviolette e particelle cariche. La tendenza al blu nello spettro è causata dalle collisioni da impatto che si evidenziano all'interno dell'oggetto. Nello spettro visibile,  (42301) 2001 UR163 sembrerebbe marrone-arancione, a seconda della sua albedo.

### Diametro e albedo
Sulla base delle stime pubblicate sul sito Web di Michael Brown e dal Lightcurve Data Base e dall'archivio di Johnston, (42301) 2001 UR163 misura tra 531 e 671 chilometri, sulla base di una presunta albedo di superficie intermedia compresa tra 0,09 e 0,10. 

## Nome
Al 2022, questo oggetto planetario non ha ancora avuto un nome. Secondo le regole della nomenclatura astronomica dovrebbe essere denominato con il nome di una creatura mitologica associata alla creazione.